# Ada Zapperi Zucker
Ada Zapperi Zucker (Catania, 14 gennaio 1937) è una scrittrice italiana che vive da oltre quarant'anni in Germania.
I temi dei suoi romanzi riguardano soprattutto gli effetti della guerra e della dittatura sui destini dei protagonisti prevalentemente femminili.

## Biografia
Nata a Catania ha studiato pianoforte e canto a Roma e ha terminato gli studi al Conservatorio di Vienna. Allo stesso tempo ha collaborato al Dizionario biografico degli italiani, all'Enciclopedia dello spettacolo e all'Enciclopedia universale De Agostini, scrivendo molte biografie di musicisti e cantanti. Come cantante d'opera, ha lavorato principalmente al di fuori dell'Italia, attualmente insegna canto in Germania e in Alto Adige e vive a Monaco di Baviera da molti anni.

## Opere (parziale)
- La scuola delle catacombe. Racconti. Roma 2007, ISBN 978-88-6185-438-3 (seconda edizione: München 2013, ISBN 978-3-943810-01-1).
- Il silenzio. Romanzo. Merano 2009, ISBN 978-88-7223-115-9.
- Le inquietudini della sora Elsa. Racconti. Chieti 2011, ISBN 978-88-7475-220-1.
- Teatro di ombre. Romanzo. Arezzo 2012, ISBN 978-88-6466-161-2.
- Un giorno a Bolzano. Racconti. München 2013, ISBN 978-3-943810-06-6.
- La cucchiara. Racconti siciliani. München 2015, ISBN 978-3-943810-09-7.
- La casa del nonno. Romanzo. München 2016, ISBN 978-3-943810-14-1.
- I padri assenti. Due racconti. München 2017, ISBN 978-3-943810-17-2.
- Un’infanzia quasi felice. Racconti. München 2018, ISBN 978-3-943810-21-9.
- Una vita di donna in Sicilia. Romanzo. München 2019, ISBN 978-3-943810-24-0.

## Premi
- Premio Casentino, Poppi 2017, per La casa del nonno
- Premio San Domenichino, Città di Massa 2015, per La cucchiara
- Premio Casentino, Poppi 2012, per Teatro di ombre
- Vollpreis Literaturwettbewerb der Stiftung Kreatives Alter,[1] Zürich 2012, per Le inquietudini della sora Elsa
- Premio Chianti[2], Greve 2011, per Il silenzio
- Premio Giovanni Gronchi, Pontedera 2008, per La scuola delle catacombe